# Останній канадієць
Останній канадієць (англ. The Last Canadian) — науково-фантастичний роман Вільяма Гейне 1974 року про пригоди Юджина Арнпріора після того, як Північну Америку спустошила чума. Вихід роману в США мав назву «Смертельний вітер» (англ. Death Wind).

## Сюжет
Апокаліптична історія часів холодної війни 1970-х років, де Юджин Арнпріор, інженер, що живе в Монреалі, дізнавшись про швидке поширення вірусу повітряно-крапельним шляхом, переселяє свою дружину та двох синів до ізольованої хатинки в Північному Квебеку.

## Кінематограф
Хоча фільм 1998 року «Патріот» (англ. The Patriot) вважається екранізацією роману Вільяма К. Гейне «Останній канадієць», він практично не має нічого спільного з романом, окрім ідеї про смертельний вірус. Ні в книзі, ні у фільмі не фігурують імена персонажів, події чи навіть місця.

## Пояснення назви
Юджин Арнпріор щойно отримав поштою повідомлення про своє канадське громадянство, коли почалася чума. Тому він вважав себе Останнім канадійцем.